# Aqra
Aqra (en kurde : Akrê) est une ville kurde située en Irak, dans la province de Dahuk, dans le Bahdinan.

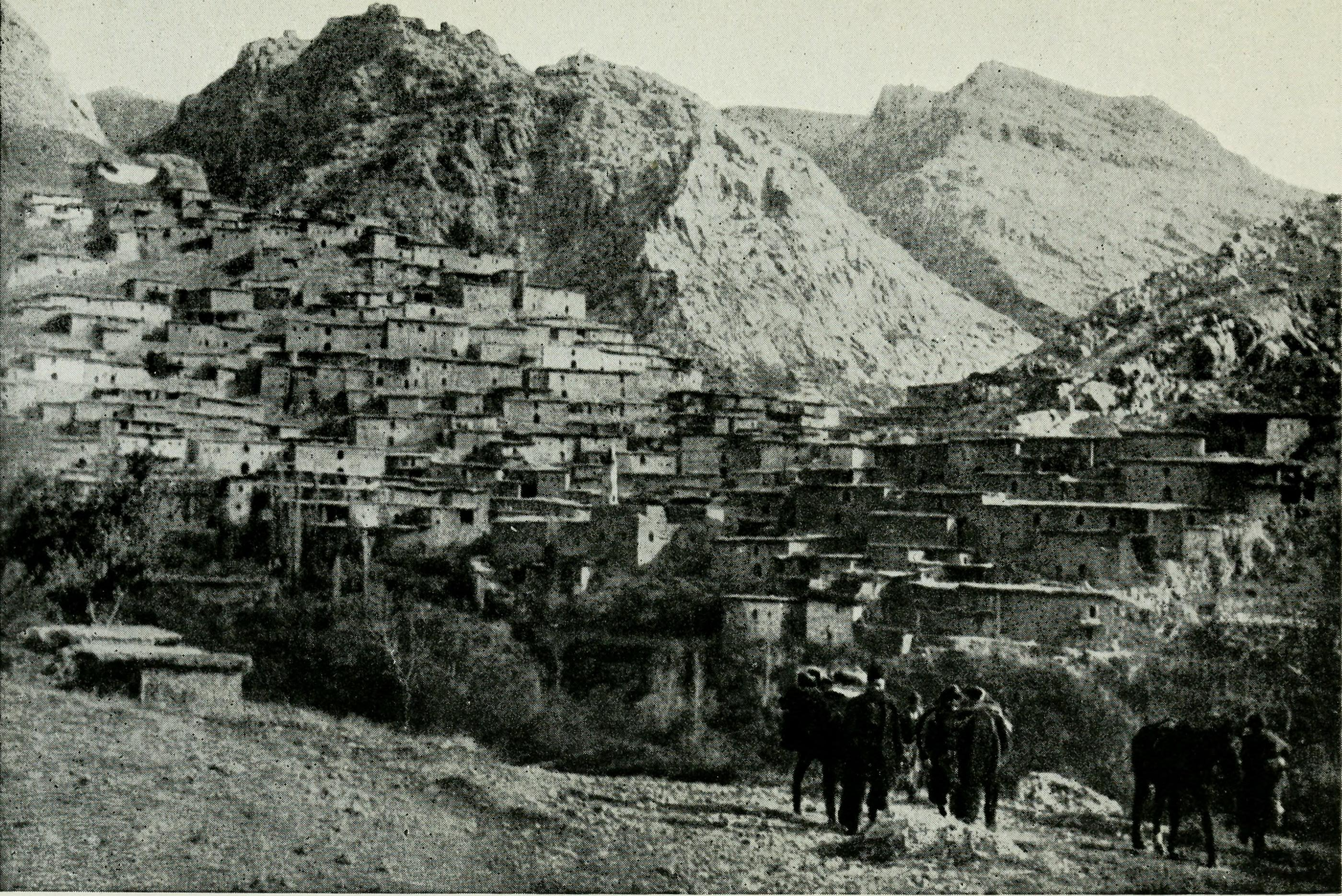
Photographie d'Aqra vue du sud-ouest au début du XXe siècle. Inclus dans l'œuvre de 1922 de et Edgar T. A. Wigram, The Cradle of Mankind : Life in Eastern Kurdistan

## Personnalités
- Hiner Saleem : réalisateur
- Hoshyar Zebari : homme politique